# المتحف المتحرك
المتحف المتحرك هي منظمة غير ربحية تدير برنامجًا بدويًا لمعارض الفن المعاصر. أقامت مشاريع في دبي، اسطنبول،  ولندن   تضم معارض واسعة النطاق، إقامات فنية،  برمجة عامة، نشر، لجان أعمال فنية، وبرمجة رقمية. 
يتم دعوة الفنانين من خلال نموذج تنظيمي تعاوني يتكون من مساهمين من مختلف التخصصات ويتم تضمينهم بطرق متنوعة: كمنتجين ومتعاونين وقيمين ومستشارين. تم تكليف أكثر من 50 مشروعًا جديدًا عبر مجموعة واسعة من الوسائط  بما في ذلك أعمال أماليا أولمان وبرومبيرج وشانارين وكلوني ريد وهانا بيري وهيتو ستيرل وجيريمي ديلر وجون رافمان وجيريمي بيلي وجيمس بريدل ومايكل راكويتز، توم ساكس وريان جاندر وماي ثو بيريت والسلاف والتتار وزاك بلاس وآن دي فريس وبن شوماخر ومينغ وونغ ولاكي PDF.
المتحف المتحرك منظمة مستقلة وغير سياسية أسستها آية الموسوي وسيمون ساخاي في عام 2012. شركة المصلحة المجتمعية المسجلة (CIC) في إنجلترا وويلز؛ وجمعية خيرية مسجلة 501 (ج) (3) في الولايات المتحدة الأمريكية. تم تصميم موقع المنظمة من قبل فنان الإعلام الجديد جيريمي بيلي مع هارم فان دن دوربل وجو هاميلتون وجوناس لوند.